# Вільям Крюйкшенк

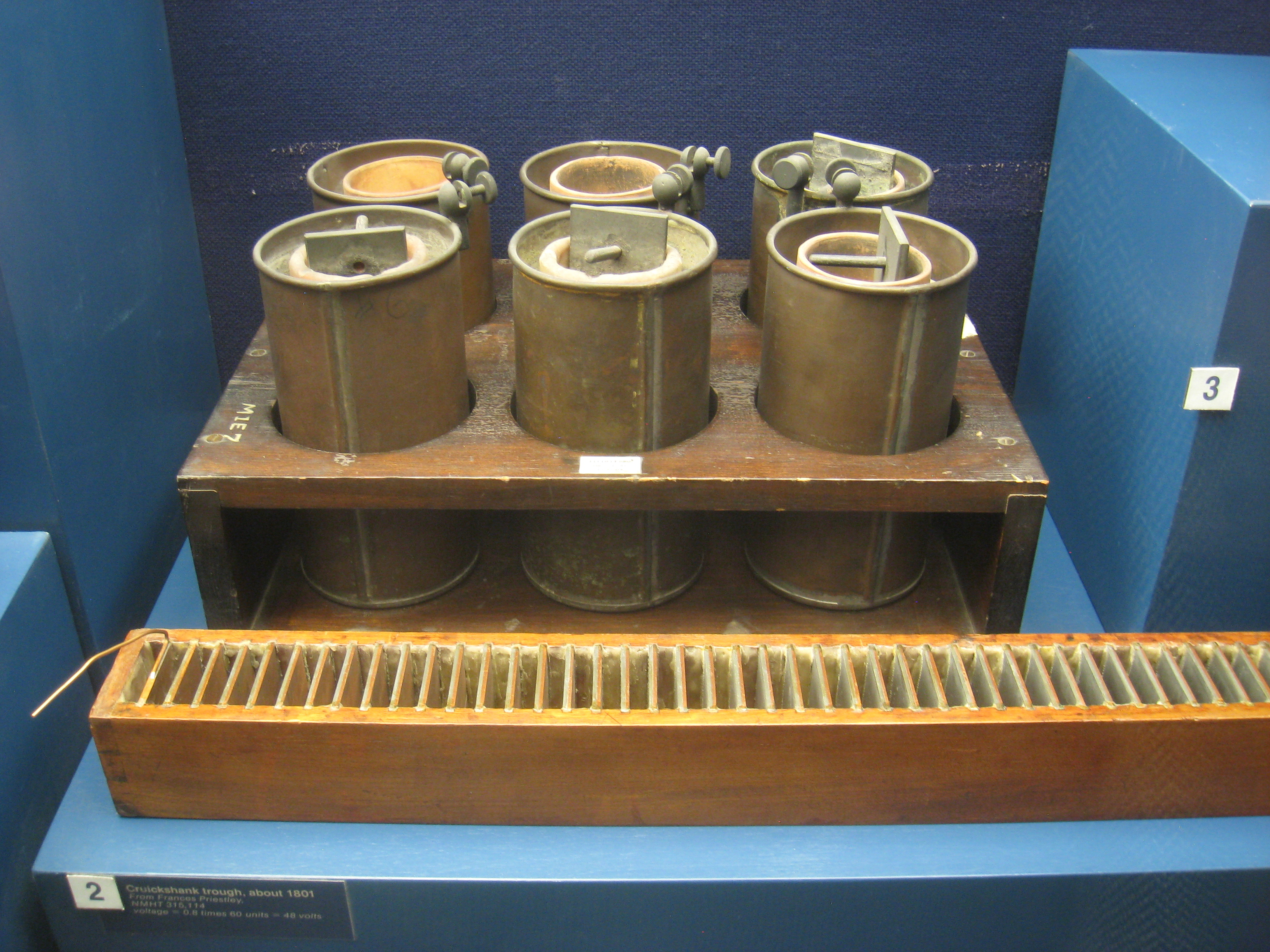
Батареї Вільяма Крюйкшенка (спереду), 1801, що належали Джозефу Прістлі.

Вільям Крюйкшенк (англ. William Cruickshank; 1810 або 1811) — англійський хімік. Його іноді називають Вільям Крюйкшенк з Вуліджа (оскільки він викладав хімію в Королівській військовій академії у Вулвіч (Лондон)і, передмісті Лондона), щоб уникнути плутанини з Вільямом Камберленд Крюйкшенком.
Найбільш відомий двома досягненнями.
У 1787 р. Крюйкшенк досліджував мінерал, вперше виявлений в 1764 р. в свинцевому руднику в шотландському містечку Строншіан (шотл. гел. Srón an t-Sithein), на березі озера Лох-Сунарт, район Аргайл, і встановив, що він не збігається ні з чим раніше відомим; цей мінерал, названий стронціанітом, був карбонат стронцію SrCO3. Крюйкшенк і Адер Кроуфорд, який працював зі стронціанітом трьома роками пізніше, зійшлися на думці, що знайдений новий хімічний елемент, — в наступні два десятиліття це було підтверджено дослідженнями ряду вчених, і у результаті Гемфрі Деві в 1807–1808 рр.. виділив стронцій в чистому вигляді.
У 1802 р. Крюйкшенк створив першу електричну батарею, придатну для масового виробництва. Він розташував квадратні листи міді, спаяні своїми краями, разом з листами цинку того ж розміру. Ці листи були поміщені в довгастий прямокутний дерев'яний ящик, щілини якого були запечатані цементом. Прорізи в стінках ящика утримували металеві листи в потрібному положенні. Потім ящик заповнювався електролітом — морською водою чи розведеною кислотою. Це було перше удосконалення вольтова стовпа Алессандро Вольта, з яким Крюйкшенк листувався: на відміну від батареї Вольти, батарея Крюйкшенка не висихала і давала більше енергії.
У деяких джерелах Вільяму Крюйкшенку з Вуліджа приписуються також медичні дослідження, особливо присвячені протеінурії; правдоподібнішим здається вважати ці дослідження належать У. К. Крюйкшенку.